# Villamagna
Villamagna è un comune italiano di 2 135 abitanti della provincia di Chieti in Abruzzo. Il comune fa parte dell'unione dei comuni della Vallata del Foro.

## Clima
Si tratta di un clima tipicamente collinare, con escursioni termiche annue e giornaliere non troppo accentuate e piogge moderate (tra 700 e 800 mm annui), concentrate soprattutto in autunno.
| VILLAMAGNA (fonte: Weather2travel.com) | Mesi | Mesi | Mesi | Mesi | Mesi | Mesi | Mesi | Mesi | Mesi | Mesi | Mesi | Mesi | Stagioni | Stagioni | Stagioni | Stagioni | Anno |
| VILLAMAGNA (fonte: Weather2travel.com) | Gen  | Feb  | Mar  | Apr  | Mag  | Giu  | Lug  | Ago  | Set  | Ott  | Nov  | Dic  | Inv      | Pri      | Est      | Aut      | Anno |
| -------------------------------------- | ---- | ---- | ---- | ---- | ---- | ---- | ---- | ---- | ---- | ---- | ---- | ---- | -------- | -------- | -------- | -------- | ---- |
| T. max. media (°C)                     | 9    | 10   | 12   | 16   | 20   | 24   | 27   | 27   | 24   | 19   | 14   | 10   | 9,7      | 16       | 26       | 19       | 17,7 |
| T. min. media (°C)                     | 2    | 2    | 4    | 7    | 11   | 15   | 17   | 17   | 15   | 11   | 6    | 3    | 2,3      | 7,3      | 16,3     | 10,7     | 9,2  |
| Precipitazioni (mm)                    | 62   | 55   | 58   | 59   | 49   | 48   | 42   | 55   | 69   | 83   | 85   | 80   | 197      | 166      | 145      | 237      | 745  |
| Giorni di pioggia                      | 12   | 12   | 13   | 11   | 10   | 9    | 7    | 8    | 9    | 11   | 13   | 14   | 38       | 34       | 24       | 33       | 129  |

## Origini del nome
Il nome del paese testimonia la presenza, in età romana, di un insediamento latino. Infatti, in latino villa significa "fattoria", "podere", mentre magna significa "grande". Nel 1059 viene citata come Villa Magna, mentre nel 1308 viene citata come Villa Majna.

## Storia

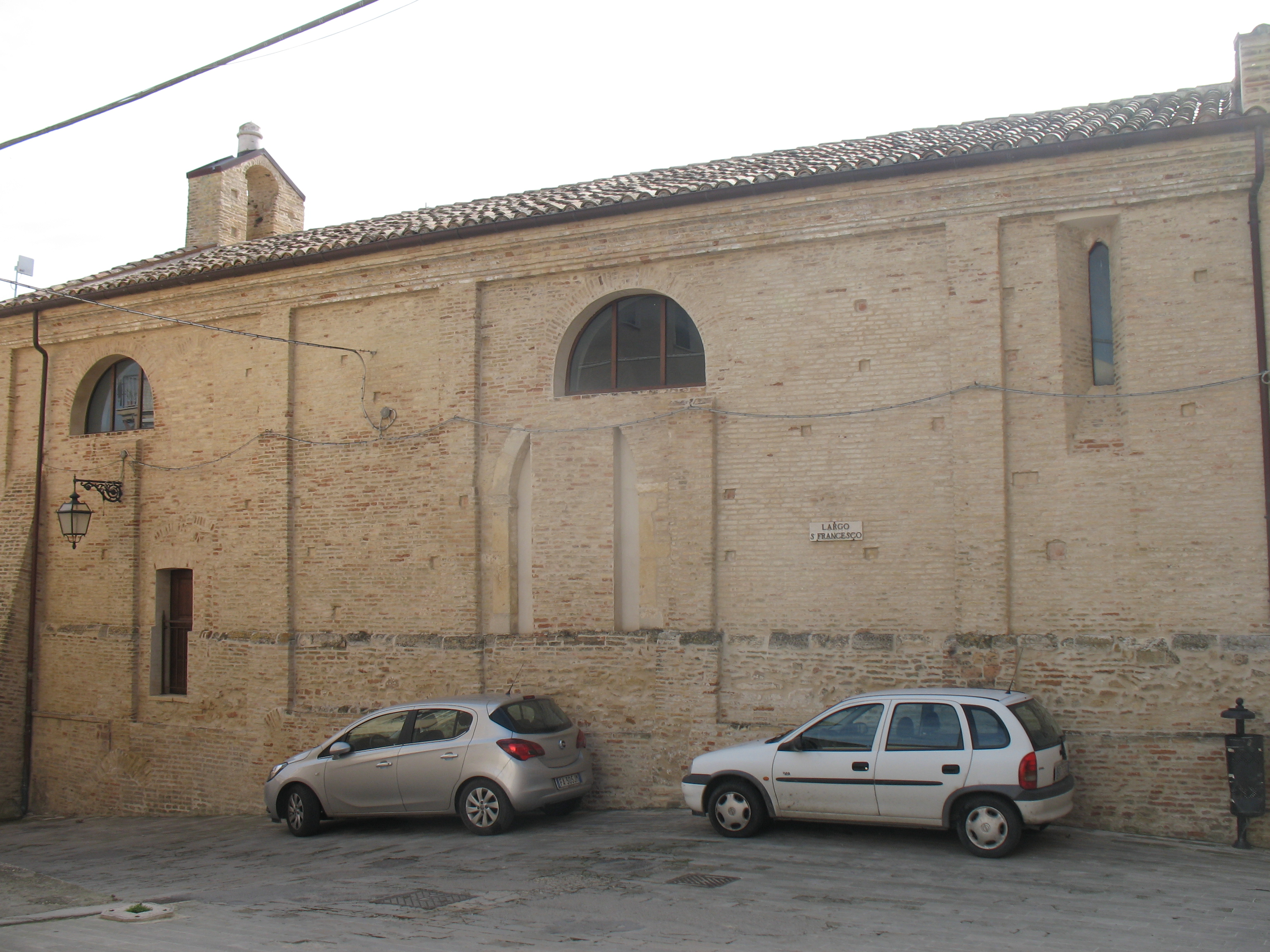
Auditorium della chiesa di San Francesco

La prima notizia storica risale al IX secolo: dei monaci benedettini si stanziarono nell'870 nel convento di San Severino, che nel XII secolo risulta pertinenza dell'abbazia di San Liberatore a Maiella presso Serramonacesca. Nel 1059 il Castello di Villamagna insieme con la sua Pieve di San Michele risulta tra i possedimenti della diocesi di Chieti, come risulta da una Bolla di conferma inviata da papa Niccolò II al nuovo Vescovo Teatino Attone. Nel 1086 alcuni terreni agricoli ricompresi nel territorio del Castello di Villamaina o Villa Maina vengono ceduti dal castellano, tal Ugo di origine franca, al Monastero di San Clemente a Casauria. Con la decaduta del convento di San Liberatore, il vescovo di Chieti concesse il paese ai Normanni; ma nel 1096 il normanno Drogone (detto anche Tasso, o Tassone, o Tascione), fratello del Conte Roberto I di Loritello con il quale condivideva il governo dell'Abruzzo adriatico, restituisce al vescovo di Chieti Rainolfo vari possedimenti che il vescovado aveva perso dal IX secolo in poi, tra cui appunto la stessa Villamagna. Nel 1272 vi fu una rivolta che portò nel 1450 verso il demanio. Nel 1461 Ferrante d'Aragona donò Villamagna a Chieti. Nel 1525 Carlo V investì come signore di Villamagna Antonio di Sava. Successivamente, nel 1567, Filippo II concesse il paese ad Agostino Scipioni mentre nel 1800 il paese fu del duca Caracciolo di Gessopalena. Inoltre, fino al 1566 il paese subì scorrerie di Turchi.

### Simboli
Lo stemma ed il gonfalone sono stati adottati con delibera del consiglio comunale. Il gonfalone è un drappo di azzurro.

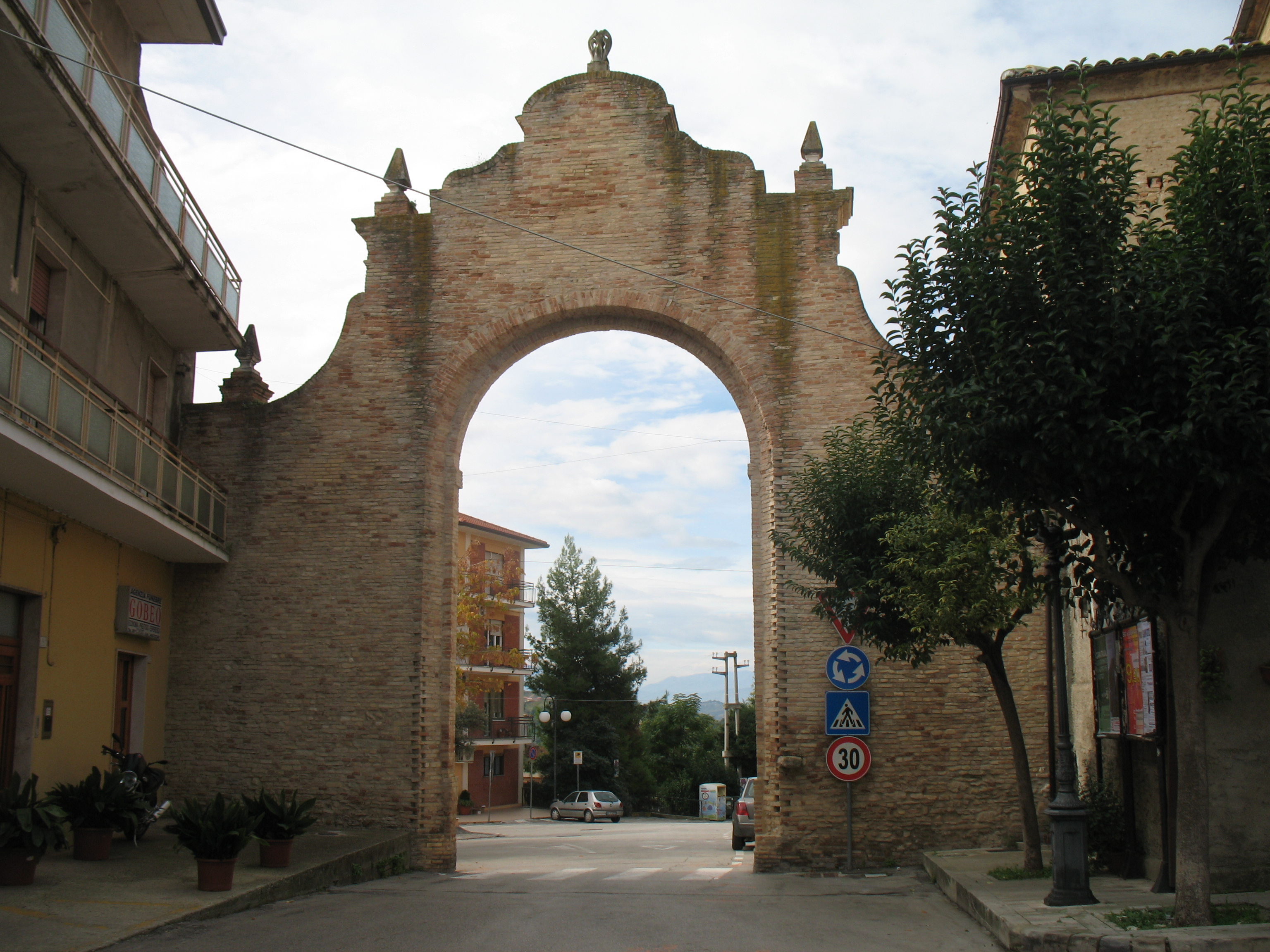
Porta da Capo

## Monumenti e luoghi d'interesse

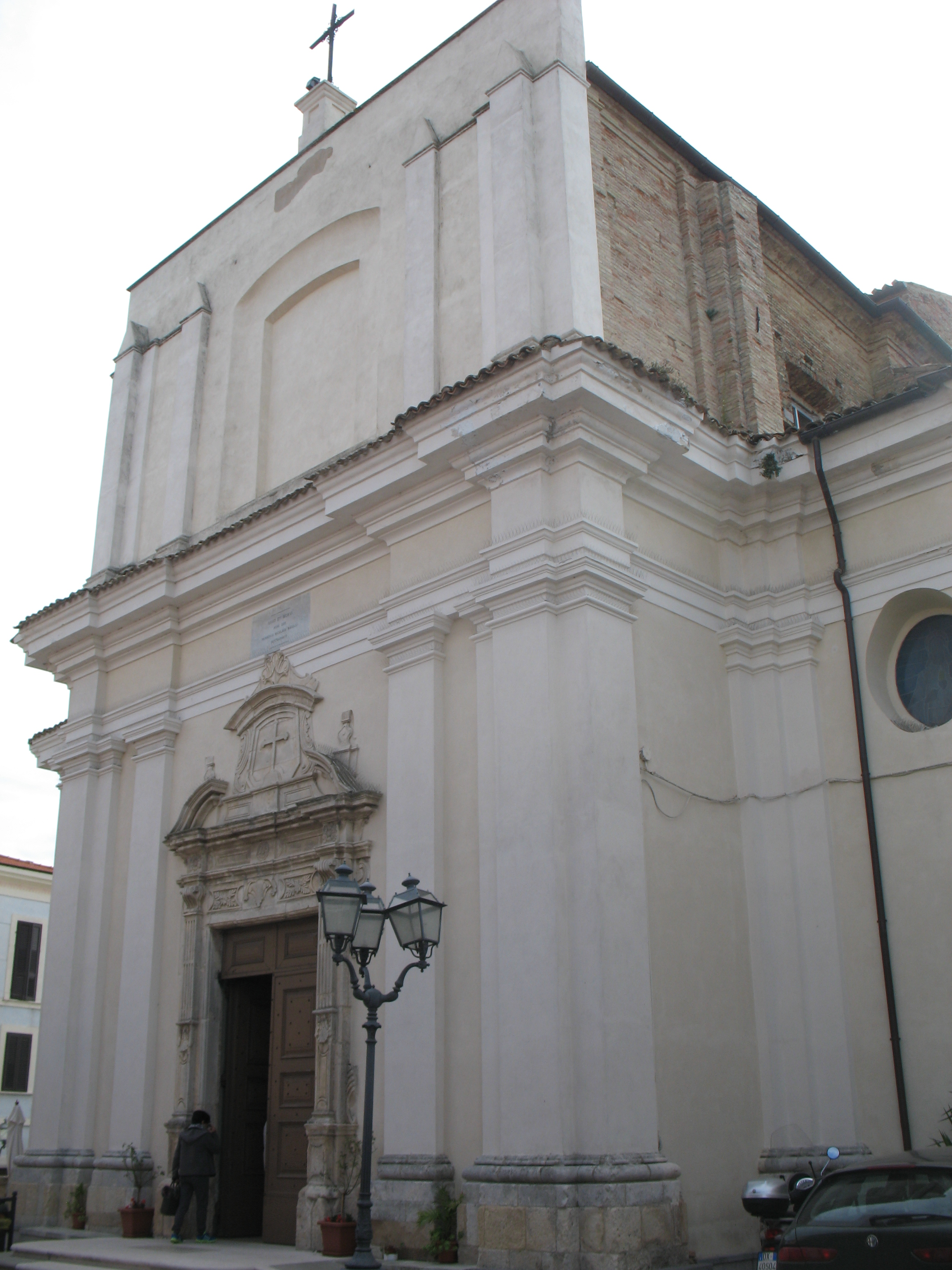
Facciata della chiesa di Santa Maria Maggiore

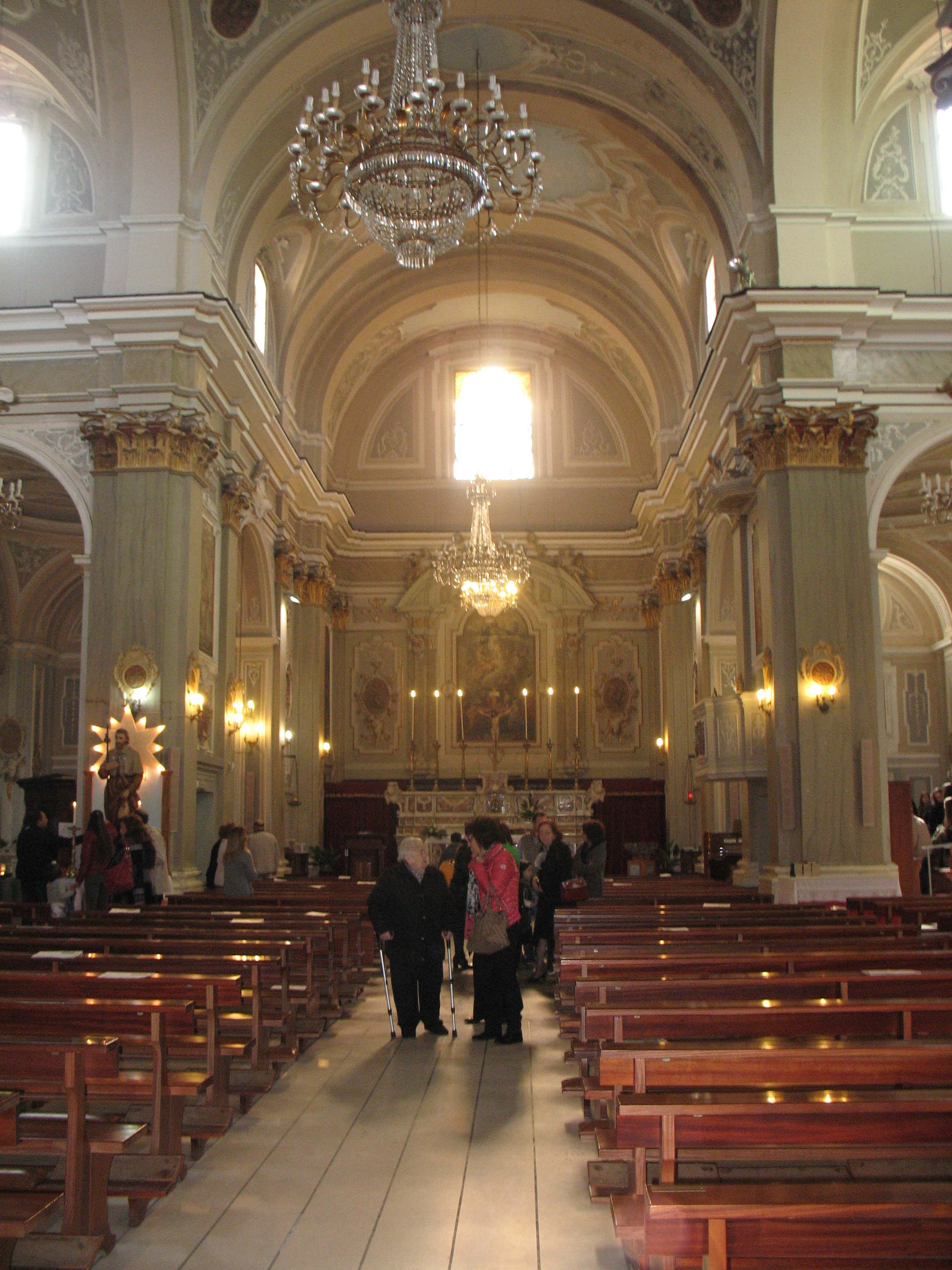
Interno della chiesa parrocchiale di Santa Maria Maggiore

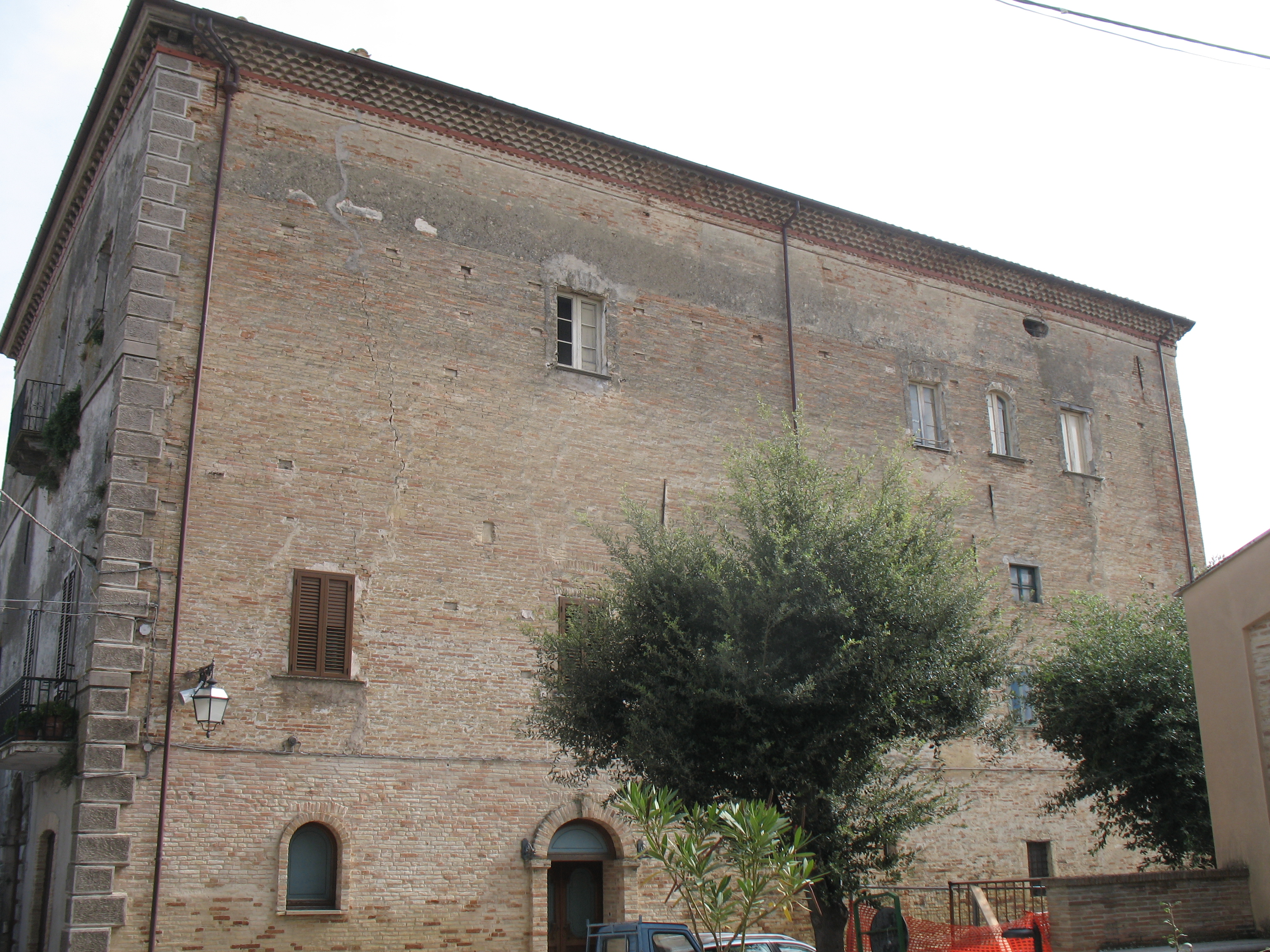
Lo storico palazzo Battaglini

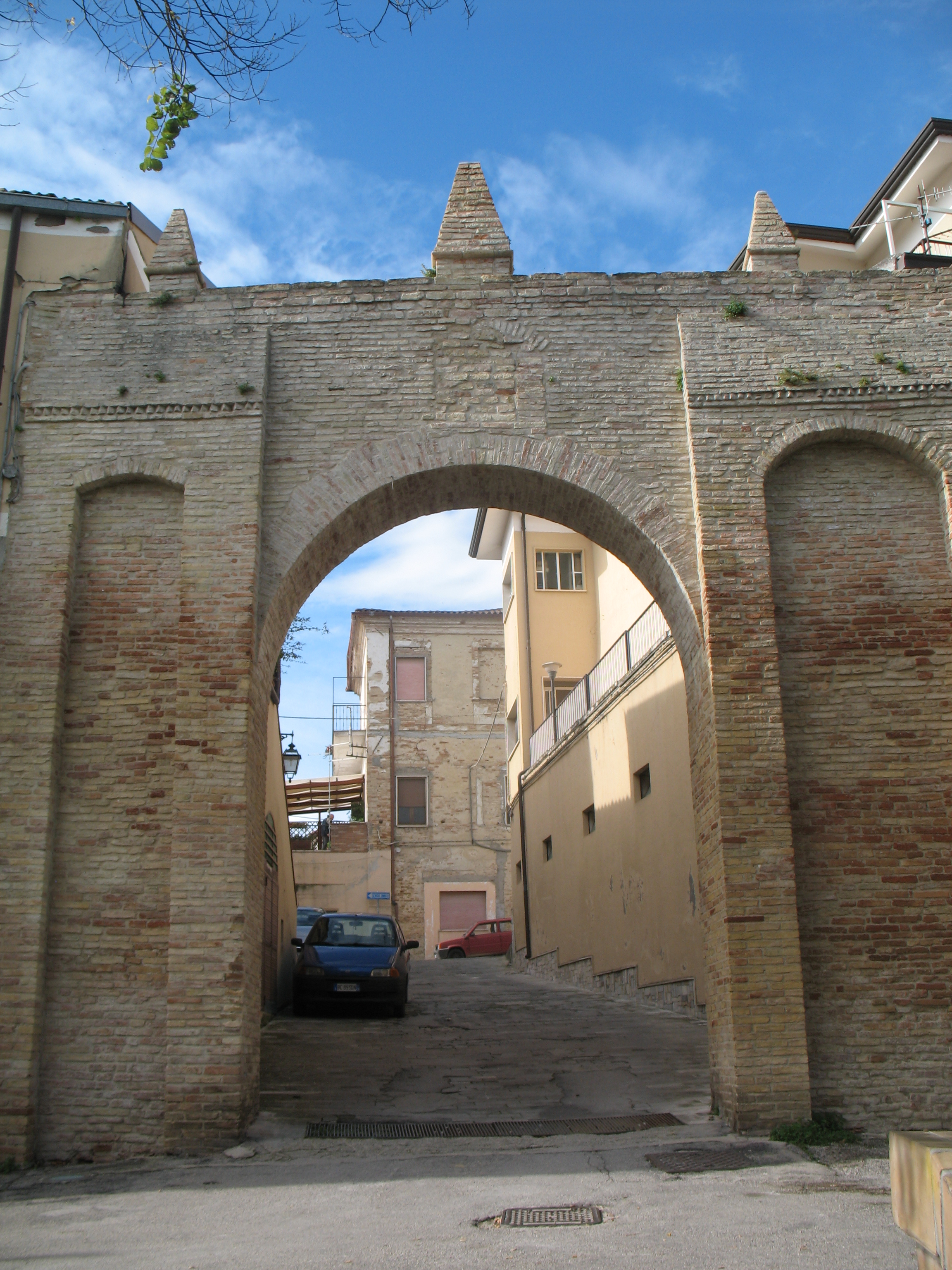
La cosiddetta "porta da piedi", uno dei due antichi ingressi della città

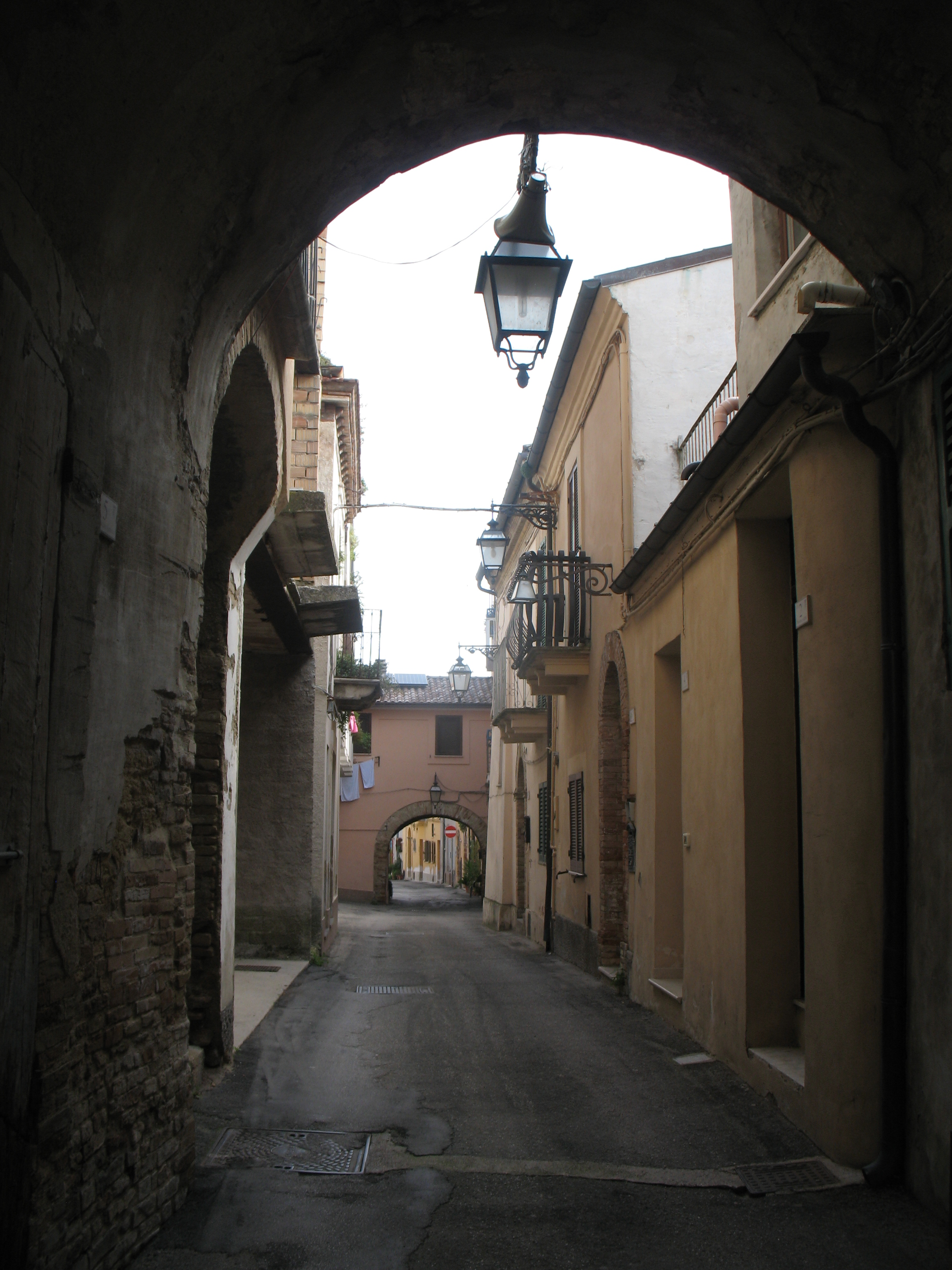
Vicolo del centro storico di Villamagna

### Architetture religiose
Chiesa di Santa Maria Maggiore
L'edificio attuale, affacciato in Piazza Marconi, è la chiesa principale del paese, fu ricostruito tra il 1730 ed il 1750. In questo periodo fu ricostruita la facciata incompiuta, e ristrutturata la pianta a croce latina, con i bracci del transetto allargati, con coro interno diviso da due vani coperti da volta. Il campanile è una torre a cuspide. L'interno a navata unica è decorato da stucchi barocchi, marmi e tele dipinte. I dipinti sono inquadrati in ovali ornati da motivi filiformi barocchi, con scene della vita di Cristo e dell'Antico Testamento. Altre tele di pregio sono Santa Margherita contro i turchi (1746) di Antonio Sarnelli e San Michele Arcangelo con Gesù e la Madonna di Donato Teodoro (1753).
Cappella del Pio Monte dei Mortiadiacente alla chiesa madre, si trova questa cappella del 1586, restaurata dalle decorazioni di Giovanni Del Ponte nel 1977. All'interno è ammirabile la ricca collezione delle statue del XVII secolo del Cristo Morto, della Madonna Addolorata, di Santa Margherita, San Domenico di Foligno, Sant'Antonio di Padova, Sant'Emidio, la Madonna del Carmine, San Mauro, Santa Lucia, la Vergine Immacolata, San Rocco, San Nicola, la Madonna del Suffragio, del Sacro Cuore di Gesù (XIX secolo), e di San Giuseppe lavoratore.
Ex chiesa di San Francesco
Forse risalente al XIII secolo fondata dai Minori conventuali. Del medioevo ne rimane il prospetto laterale con un arco gotico. La chiesa sorge nella parte est del paese, in Largo San Francesco, ha impianto rettangolare in laterizio, con un portale ogivale insieme a finestre ad arco a sesto acuto, il resto della facciata è barocca, con architrave a timpano triangolare, portale architravatao sovrastato da finestrone centrale. L'ex convento è stato completamente trasformato, fondendosi con le case civili di Porta da Piedi; l'interno è stato ristrutturato nel 2010, divenendo auditorium comunale, conservando però tracce della chiesa, in particolare si conservano il soffitto a capriate lignee finemente decorato con rilievi geometrici, il capo altare in marmo policromo a tabernacolo. Il soffitto è stato restaurato nel 1871, oltre ai rilievi geometrici, conserva delle parole tratte dal Cantico di Frate Sole e alcuni affreschi.
Chiesa di Santa Luciapiccola chiesa di campagna nella contrada omonima, del XVIII secolo. Profondamente restaurata tra il 1926 e il 1957, oggi mostra un aspetto che rimanda al neoclassicismo, a pianta rettangolare a capanna, con tetto spiovente, tutta intonacata di rosso porpora e bianco, con la facciata dominata da un grande portale architravato, e il campanile posteriore a torretta con cuspide piramidale.
Chiesa di San Rocco o della Pietà
Esistente già alla fine del XVI secolo, come si evince dalla documentazione delle visite pastorali, venne eretta dal Monte di Pietà. Vi era l'altare di San Rocco oggi scomparso oltre a quello principale dedicato a S. Maria della Pietà. La chiesa è stata restaurata nel 1926 e trasformata in cappella votiva dedicata ai caduti della Prima guerra mondiale e intitolata a San Rocco. Sopra il portale vi è un timpano a forma di lunetta ed una finestrella a forma di oblò. La chiesa è in stile romanico.
Chiesetta San Massimiliano Maria Kolberisale al 1967, ed è stata costruita nella zona moderna di Villamagna, lungo via Regina Margherita
Chiesa Madonna del Carminerealizzata in contrada Pian di Mare, consta di un portico davanti alla facciata con tre archi. La chiesa è in stile tardo barocco rurale, con il laterizio a vista, architrave di facciata decorata da motivi geometrici, e ingresso preceduto da un nartece ad archi.

### Palazzi e borgo
Palazzo Battaglini
È ubicato in posizione centrale nel paese, nella posizione più significativa accanto alla ex chiesa di S. Giovanni, a metà strada fra le due vie quasi parallele, che collegano le due piazzette prospicienti le chiese di San Francesco e Santa Maria Maggiore e che costituiscono, con i vicoli di collegamento, la struttura stradale del centro. L'isolato è quasi totalmente occupato dal palazzo che apre il suo ingresso principale al n. 24 di Via del Popolo. L'edificio rappresenta, a tutt'oggi, la vera e più importante emergenza architettonica del paese oltre a compendiare in sé l'intera storia del nucleo antico.
Nonostante un impianto di più antiche origini (romane) di cui rimangono la cisterna e un'epigrafe in pietra del 1500, l'edificio presenta alcuni caratteri stilistici settecenteschi. Nel fronte sul retro si può notare ancora traccia di una meridiana. Alla fine del Settecento risalgono le notizie storiche sul passaggio di proprietà tra i duchi di Sant'Elia a Tito Battaglini, combattente nella campagna di Russia come capitano medico nell'esercito napoleonico. Nell'Ottocento i suoi figli, Giovanni e Giuseppe, si dividono il palazzo. Giovanni, cavaliere e acceso sostenitore dell'annessione degli Abruzzi nella costituenda Italia, lascia il secondo piano del Palazzo e parte del piano terreno al figlio Tito, generale pluridecorato della prima guerra mondiale, storico, politico e padre dell'attuale proprietario, prof. Giovanni Battaglini. Giuseppe, medico, lascia il primo piano e parte del piano terreno ai figli Adelchi, pure lui medico e politico, Elda e Linda.
Caratteristiche architettoniche del palazzo: Il portale, bugnato e ad arco, si apre su un profondo androne pavimentato a mattoni composti a spina di pesce e coperto da una volta a botte ellittica con unghie. Archi ellittici e una crociera terminano l'androne prima di una chiostrina dove sono collocati il pozzo, un piccolo frantoio e la botola d'accesso alla cisterna sottostante. Una sorta di obelisco costituito da vari elementi assemblati è collocato al centro della chiostrina mentre su una parete è murata un'epigrafe in pietra datata 1500. Il vano scale, seppure ampio, presenta ripide scalinate a gomito. Ampi loggiati a tre archi e coperti a crociere aprono la scalinata verso la chiostrina. Gli interni dei due appartamenti al primo piano sono caratterizzati da notevoli adattamenti apportati negli anni trenta. Quasi ovunque è stata realizzata una controsoffittatura delle altissime volte, che pare presentassero ancora qualche decorazione. Il secondo piano ha invece mantenuto i caratteri dell'appartamento settecentesco: stanze distribuite sul perimetro o sulla chiostrina con corridoi di disimpegno o collegate l'una all'altra. Gli ambienti sono molto ampi, soprattutto quelli rivolti verso il mare. Le alte volte sono, a padiglione con o senza unghie, con ampie specchiettature, probabilmente sede di decorazioni perdute, o a botte.
Palazzo De Piispalazzo settecentesco, donato alla nobildonna Camilla De Piis, da cui il nome, oggi è un istituto delle Suore di Carità, fondato nel 1799 in Francia. L'istituto è stato fondato nel 1874, ed è stato chiuso nel 1976, e il palazzo viene usato per mostre culturali. L'esterno è caratterizzato dal laterizio, dalla successione regolare di finestre architravate, mentre l'interno conserva affreschi settecenteschi di scene religiose.
Supporticisono 3, quello più interessante in via Educandato. Sono una parte caratteristica del centro di Villamagna, risalenti all'epoca medievale.
"Porta da Capo" e "Porta da Piedi"
Erano gli unici accessi al paese. Sono in stile medievale. La. Porta da Capo è la più interessante, presso la chiesa di Santa Maria Maggiore, caratterizzata da arco a tutto sesto dentro una cornice monumentale in laterizio a quattro paraste sopra le quali svetta un pinnacoli pinnacolo, più uno centrale sul rialzo sopra la chiave di volta. La Porta da Piedi è un arco posto in una cornice con due paraste laterali a nicchie cieche.

### Monumenti pubblici
Fontana di Pietra della Villa Comunalerealizzata da Nicola Marinucci nel 1988, rappresenta in chiave medievalista la classica fontana in pietra circolare, con il fusto centrale, con la decorazione di tre leoni a rilievo, che gettano l'acqua dalla bocca
Fontana in P.zza Europaopera di Giuseppe Liberati del 2004, rappresenta una fontana su bassorilievo, dipinta a sfondo blu con le 12 stelle dei Paesi dell'Unione. Da questa corona di stelle sgorga l'acqua dalla cannella centrale, nella vasca semicircolare in mattoni rossi.
Monumento all'Emigrante di viale Regina Margheritaopera del maestro Giuseppe Liberati, risale al 1989, e rappresenta un bassorilievo istoriato, che rappresenta l'allegoria degli emigranti contadini, che si ingegnano con la tecnologia, portando sviluppo e progresso; la tecnologia è rappresentata da alcuni macchinari, e da ruote di ingranaggi, che rappresenterebbero anche le condizioni alienanti del lavoro in fabbrica delle grandi multinazionali.
Monumento ai Caduti ed alla Pacesi trova all'ingresso del paese, prima di Porta da Capo, è stato realizzato da Giuseppe Liberati nel 1998, e mostra una piramide istoriata, che termina con un globo sulla cima. Nei rilievi istoriati vengono rappresentati alcuni momenti di fantasia della guerra vissuta sulla pelle dei villamagnesi.
Monumento all'11 settembre 2001si trova in Piazzetta XI Settembre, è stato realizzato da Giuseppe Liberati nel 2002, rappresenta un rilievo a muro di una casa, in cui allegoricamente viene inscenato l'attacco terroristico alle Torri Gemelle dell'11 settembre 2001.
Monumento ai Bambini di Beslansempre realizzato da Giuseppe Liberati nel 2007, in ricordo di questa strage, si trova nel polo didattico "N. D'Onofrio", e rappresenta un fusto centrale conico irregolare, poggiante insieme a due grandi foglie allegoriche sopra un basamento circolare. Il fusto centrale è tempestato dalle teste di bambini urlanti, i martiri della strage.

## Società

### Evoluzione demografica
Abitanti censiti

## Economia
Incentrata da poco sul turismo, Villamagna è nota nella provincia, e successivamente è divenuta famosa in Abruzzo e anche nel Paese per la produzione vinicola. Insieme ai centri vicini di Vacri e Bucchianico, Villamagna ha sviluppato una produzione in cooperativa sociale del vino, e oggi si ricorda il DOC Villamagna del rosso. La principale cantina sociale si trova in via Regina Margherita. Una seconda è in contrada Santa Lucia.

## Amministrazione
| Periodo        | Periodo        | Primo cittadino        | Partito                                    | Carica  | Note          |
| -------------- | -------------- | ---------------------- | ------------------------------------------ | ------- | ------------- |
| 23 aprile 1995 | 12 giugno 2004 | Alfonso Mascitelli     | Lista Civica di Centro                     | Sindaco | [ 14 ] [ 15 ] |
| 13 giugno 2004 | 25 maggio 2014 | Paolo Rosario Nicolò   | Lista Civica Villamagna per Tutti          | Sindaco | [ 16 ] [ 17 ] |
| 26 maggio 2014 | 26 maggio 2019 | Sergio Dario De Luca   | Lista Civica Villamagna per Tutti          | Sindaco | [ 18 ]        |
| 27 maggio 2019 | 9 giugno 2024  | Renato Giovanni Sisofo | Lista Civica La vera svolta per Villamagna | Sindaco | [ 19 ]        |
| 10 giugno 2024 | in carica      | Amerigo Orlando        | Lista Civica Villamagna futura             | Sindaco | [ 1 ]         |

### Gemellaggi
- Rantigny

## Sport

### Calcio
La squadra di calcio del paese è l'A.S.D. Villamagna Calcio, militante nel campionato di 2ª Categoria Abruzzese

### Ciclismo
L'A.S.D. Villamagna Bike è una squadra amatoriale di ciclismo affiliata alla Federazione Ciclistica Italiana. Dal 2008 organizza nel territorio villamagnese una gara ciclistica riservata alla categoria Allievi denominata  Memorial GIUSEPPE LUNELLI.

### Futsal
Dalla stagione sportiva 2018/2019 è attiva sul territorio Villamagnese la società Futsal Villamagna nata, dalla ceneri della Futsal Majna, grazie all'impegno di un gruppo di calciatori locali e sostenuta da imprenditori del luogo. Ha adottato per la prima volta nella storia del FootSaloon villamagnese i classici colori giallorossi. Attualmente milita nel campionato di Serie D.